# カンディダ
カンディダ（伊: Candida）は、イタリア共和国カンパニア州アヴェッリーノ県にある、人口約1,100人の基礎自治体（コムーネ）。

## 地理

### 位置・広がり

#### 隣接コムーネ
隣接するコムーネは以下の通り。
- ラーピオ
- マノカルツァーティ
- モンテファルチョーネ
- パロリーゼ
- プラートラ・セッラ
- サン・ポティート・ウルトラ